# Район Йодогава
34°43′16″ пн. ш. 135°29′12″ сх. д. / 34.721111111111° пн. ш. 135.48666666667° сх. д.
Йодогава (яп. 淀川区, よどがわく, Yodogawa-ku) - один з 24 районів Осаки, Японія. Він розташований на півночі міста.

## Економіка

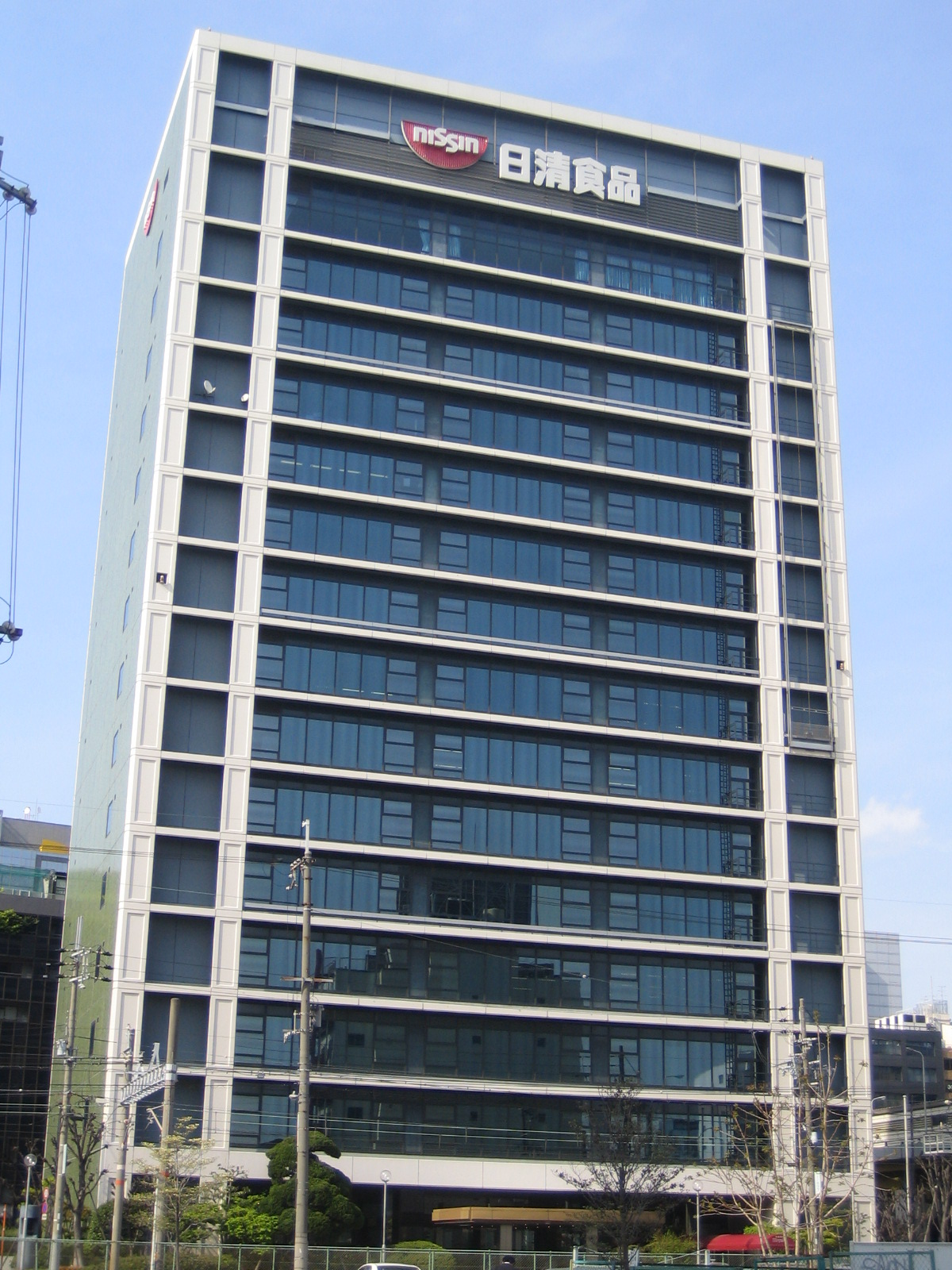
Штаб-квартира Nissin Foods в Осаці

Тут розташована штаб-квартира харчової компанії Nissin Foods.   Компанія переїхала туди 1977 року, коли будівництво будівлі було завершено. 
20 березня 2023 року SNK, компанія з виробництва відеоігор, головний офіс якої перебував у Суїті, неподалік від станції Есака, переїхала в Йодогаву поблизу станції Шін-Осака. 

## Транспорт

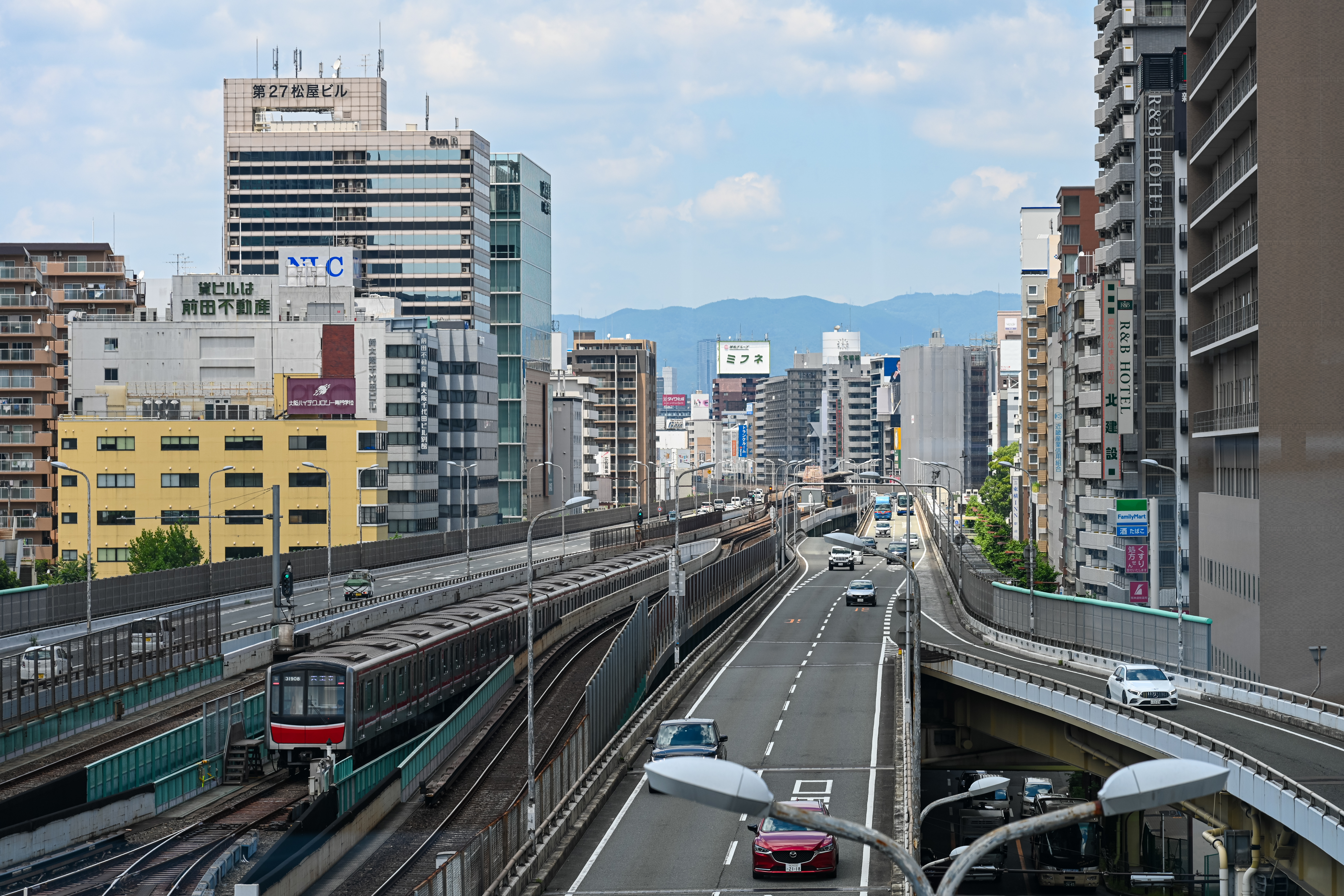
Потяг лінії Мідосудзі в Осаці, що курсує в обох напрямках Шін-Мідосудзі (японський національний маршрут 423)

Залізничні станції у районі включають: станцію Сін-Осака (станція Нова Осака), кінцеву станцію Токайдо Сінкансен, що прямує до Токіо, і Саньо Сінкансен, що сполучає його з Фукуокою.

## Видатні люди, народжені в окрузі
- Юкарі Такі, Японська актриса та таранто (народилась у Джюсо)
- Коджі Ямасакі, японський Професійний бейсбол гравець (Tohoku Rakuten Golden Eagles, Nippon Professional Baseball - Pacific League)
- Рюджін Кійоші, Японська співак-співак
- Котаро Оморі, Японський футболіст (Юбіло Івата, Ліга J2)
- Фукутомі Цукі, японка, член південнокорейської дівчатної групи Білі

## Зовнішні посилання
Вікісховище має мультимедійні дані за темою: Район Йодогава
- Офіційний сайт Yodogawa (англ.)